# Défilé des sirènes de Coney Island
Le défilé des sirènes de Coney Island, ou Mermaid Parade de Coney Island, est un événement estival qui a lieu chaque année, depuis 1983, à Coney Island, dans l'arrondissement de Brooklyn, à New York, aux États-Unis.

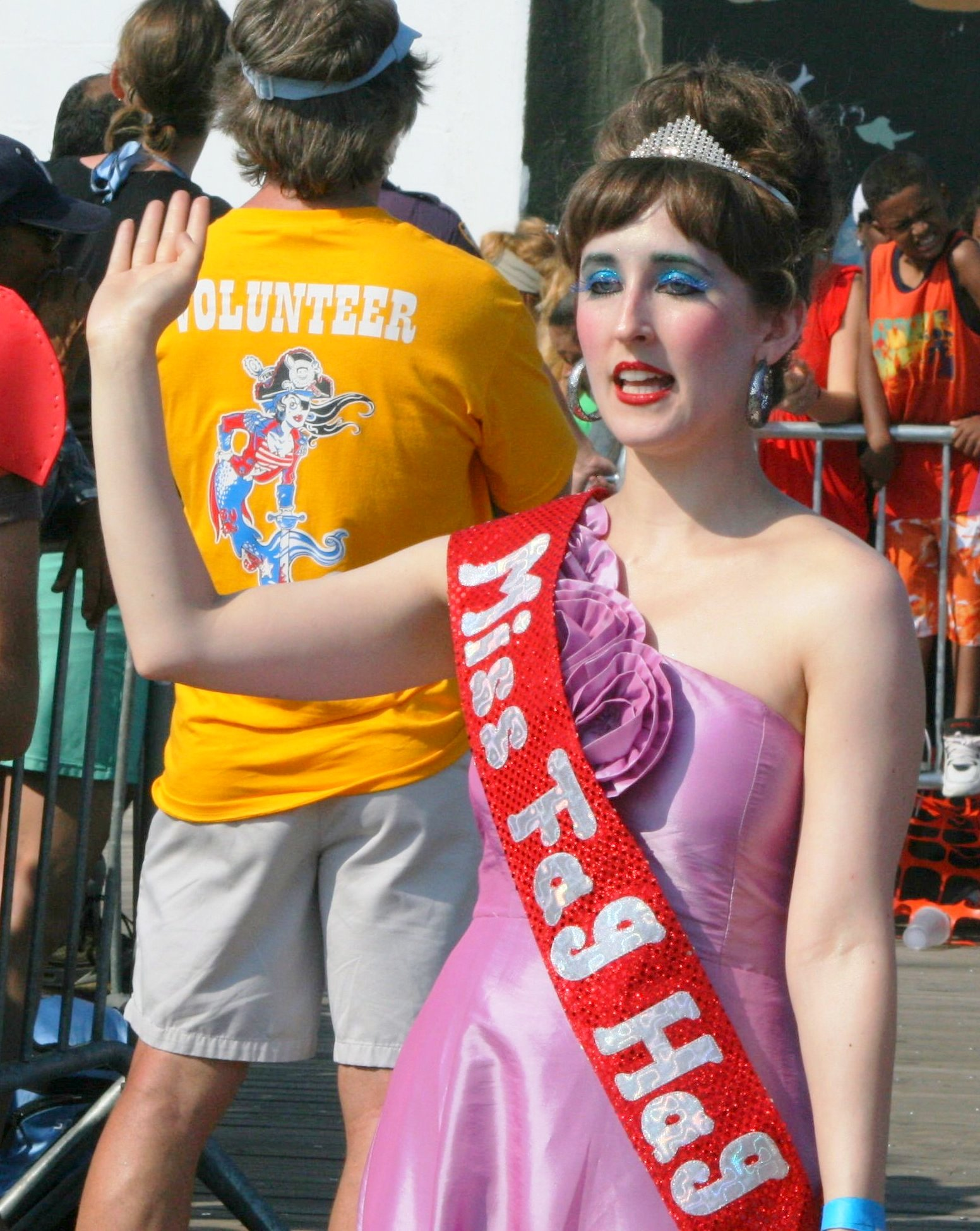
« Miss Fag Hag » (« Miss fille à pédés ») lors de la parade, en 2010.
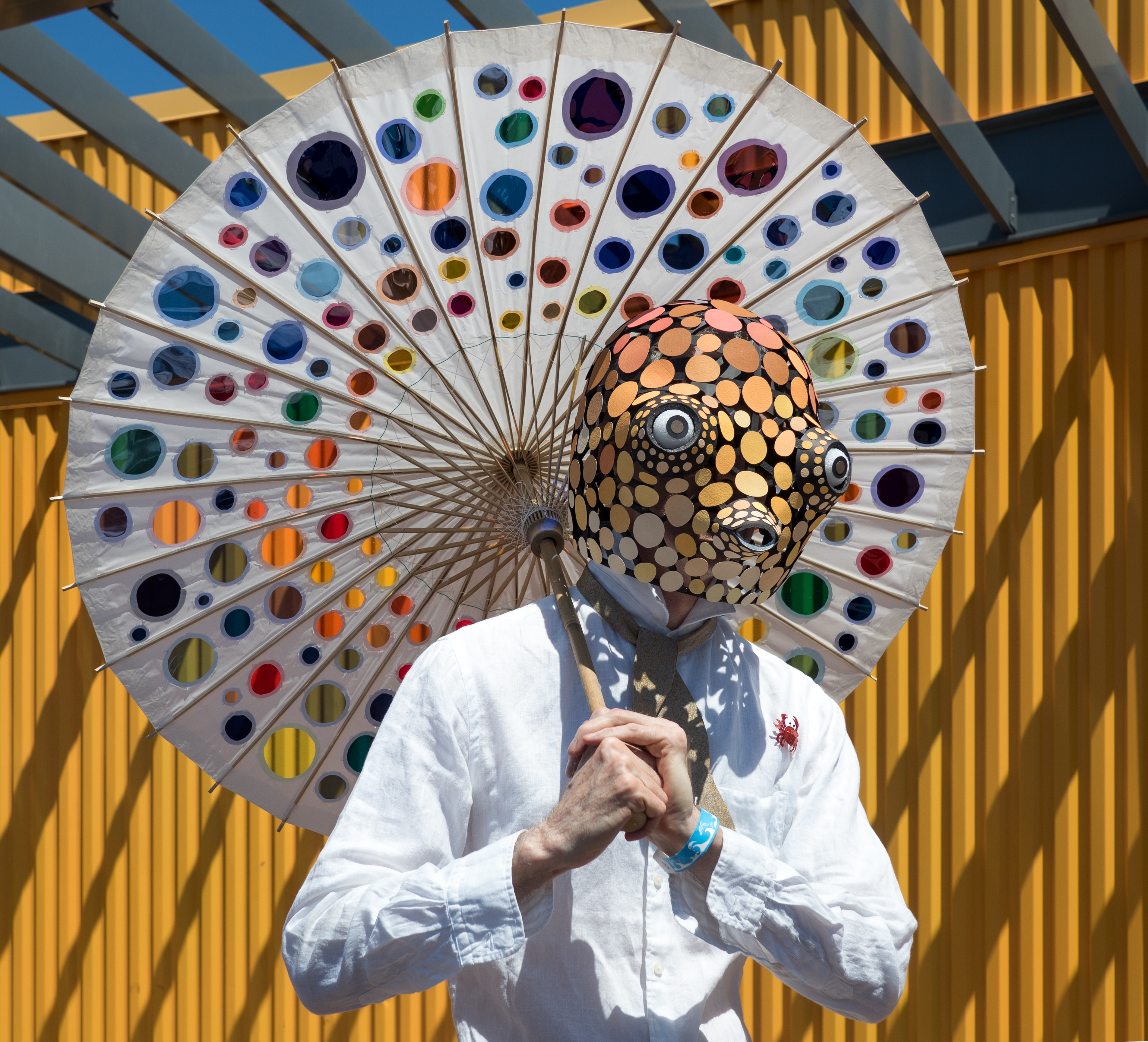
Participant au défilé des sirènes. Juin 2018.
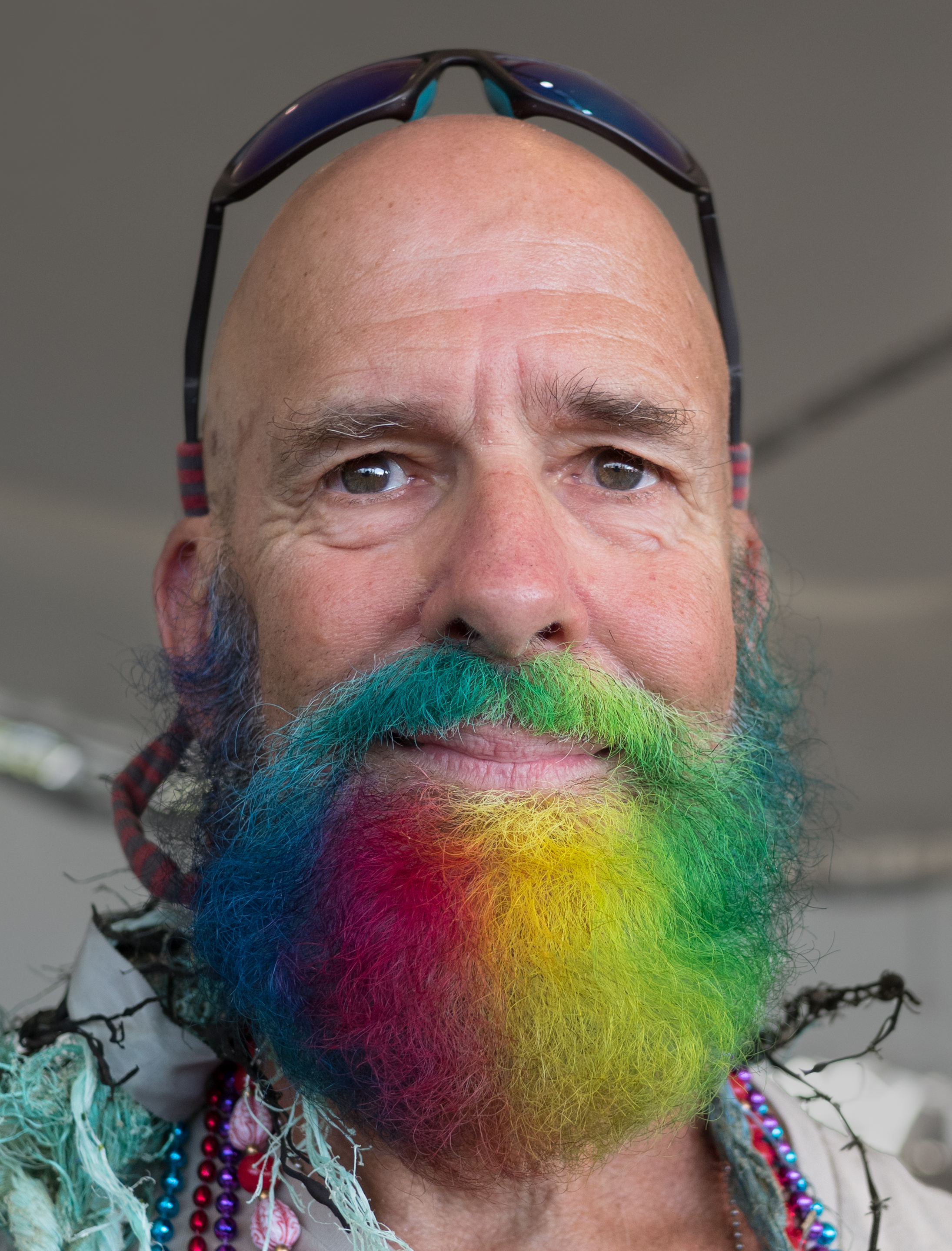
Un homme avec une barbe arc-en-ciel lors d'une parade. Juin 2018.